# 數學倫理學
數學倫理學（英語：Ethics in Mathematics）是和關於數學研究及應用數學的道德系統，屬於倫理學中應用倫理學的一部份。數學倫理學的主題包括數學家的責任，尤其是在工作會影響具有重大後果的職業，例如法律，金融，軍事和環境科學。
數學家的職業責任，他們的工作會影響具有重大後果的職業，例如法律，金融，軍事和環境科學。

## 數學職業道德指引的需要
在工業、工程、金融、科學、軍事及情報工作數學家對社會的貢獻與影響極大。例如，曼哈頓計劃依靠複雜的計算。有人2008年金融風暴是被誤用耦合引起。氣候變化理論依靠可靠的數學模型。因此，數學家必需考慮他們對社會的影響，還要他們決定與勸告的後果。

## 純粹數學研究倫理
有人主張純粹數學研究無害而沒會引起倫理問題。但是，因為純粹數學研究消耗數學家的時間而努力，所以有機會成本；被消耗的人才不能用於比較多用途的貢獻。

## 數學倫理學教育
數學倫理學教育課程比較稀少。1998至2012年新南威爾斯大學數學課程包括必需參考的數學職業議題及道德課程。2017年起，劍橋大學數學倫理學計劃提供道德選修。

## 外部連結
- Cambridge University Ethics in Mathematics Society （页面存档备份，存于） （劍橋大學數學倫理學會）
  - CUEiMS YouTube channel （页面存档备份，存于） （劍橋大學數學倫理學會YouTube台）
- Cambridge University Ethics in Mathematics Project （页面存档备份，存于） （劍橋大學數學倫理學計劃）
  - EiM 1 Conference （页面存档备份，存于） （數學倫理學第一次2018年學術研討會）
  - EiM 2 Conference （页面存档备份，存于） （數學倫理學第二次2019年學術研討會）
- American Mathematical Society: Policy Statement on Ethical Guidelines （页面存档备份，存于） （美國數學學會價值指引）
- Royal Statistical Society: Statistics and the Law  （皇家統計學會：統計與法律的關係）